# Elmer Andersson
Elmer Andersson (* 26. Juni 2006 in Järstorp) ist ein schwedischer Volleyball- und Beachvolleyballspieler.

## Karriere

### Karriere Halle
Der Schüler erlernte das Volleyballspiel zunächst bei Habo Wolley. 2022 wechselte er ans schwedische Sportgymnasium für Volleyball und Beachvolleyball und spielt seitdem für den Schulverein RIG Falköping, der unter anderem auch eine Mannschaft in der nationalen Elitserien stellt. Das Team wurde in der Spielzeit 2022/23 Neunter und verbesserte sich eine Saison später auf Rang sechs.

### Karriere Beach
Andersson gewann mit Hannes Hölting Nilsson die Silbermedaille bei den U18-Europameisterschaften im Jahr 2023. Anschließend wurde dessen älterer Bruder Jacob der Standardpartner vom im Jönköpings län geborenen Sportler. Die beiden beendeten die Weltmeisterschaften der unter Einundzwanzigjährigen im Viertelfinale und wurden eine Saison später U22-Europameister. Im Juli 2024 siegten sie beim Future von Rakvere und verpassten nur knapp den Titel bei der U20-EM. Einen Monat später wurden sie schwedische Meister und Dritte beim Futures in Brünn. Nach dem Sieg beim NEVZA Zonal Tour Gothenburg im November erreichten die Schweden ihre beiden bis zu diesem Zeitpunkt größten Erfolge. Sowohl beim FIVB Challenge in Chennai als auch beim gleichwertigen Event in Nuvali standen sie nach zwei erfolgreichen Qualibegegnungen im Hauptfeld und nach weiteren sechs Siegen auf der obersten Stufe des Podests. In der folgenden Saison erkämpften die Nordeuropäer nach einem fünften Rang beim gleichartigen Turnier in Yucatán und dem Gewinn des Futures in Malmö im Juli in Gstaad ihr bis zu diesem Zeitpunkt bestes Resultat bei einem Elite16. In der Vorausscheidung besiegten sie die chilenischen Cousins Esteban und Marco Grimalt. Im Hauptwettbewerb verloren sie zwar das erste Spiel gegen die Olympiasieger und Weltmeister Anders Mol und Christian Sørum, konnten sich aber durch den Sieg über Schalk / Shaw den dritten Platz im Pool sichern. Anschließend bezwangen sie nacheinander die amtierenden Europameister Pļaviņš / Fokerots, die Schweizer Krattiger / Dillier, Evandro / Arthur Lanci aus Brasilien und deren Landsleute George / André, bevor sie im Finale von Cherif und Ahmed gestoppt wurden. Nach der Europameisterschaft, die Hölting Nilsson und Andersson auf dem geteilten neunten Platz beendeten, erkämpften sie ihre dritten Goldmedaille bei einem Challenge. In Baden in Niederösterreich. eliminierten sie nach dem Gruppensieg die englischen Brüder Javier und Joaquin Bello sowie das deutsche Duo Lukas Pfretzschner und Sven Winter. Nach dem Spielgewinn gegen die Franzosen Rémi Bassereau und Calvin Ayé im Halbfinale waren auch Nils Ehlers und Clemens Wickler keine ernsthafte Bedrohung, denn sie verloren das Endspiel mit 18:21 und 16:21. Nachdem die Schweden sich nach der Poolniederlage gegen die amtierenden Olympiasieger David Åhman und Jonatan Hellvig in der Vorschlussrunde revanchieren konnten, standen sie in Montreal zum zweiten Mal im Finale eines Elite16, verloren jedoch gegen die vorigen Goldmedaillengewinner der Spiele aus Norwegen.

### Rekorde
- 2024: Jacob Hölting Nilsson und Elmer Andersson sind die jüngsten Sieger bei einem Challenge, seit es diesen Wettbewerb gibt.[5]
- 2024: Weder bei den Frauen noch bei den Männern hat jemals ein Team zuvor bei Challengers oder Elite16 seit Beginn der Volleyball World Beach Pro Tour zwei aufeinanderfolgende Turniere aus der Qualifikation heraus gewonnen.